# Atomosia lineata
Atomosia lineata är en tvåvingeart som beskrevs av Charles Howard Curran 1930. Atomosia lineata ingår i släktet Atomosia och familjen rovflugor. Inga underarter finns listade i Catalogue of Life.